# (4627) Pinomogavero
(4627) Pinomogavero es un asteroide perteneciente al cinturón de asteroides, descubierto el 5 de septiembre de 1985 por Henri Debehogne desde el Observatorio de La Silla, Chile.

## Designación y nombre
Designado provisionalmente como 1985 RT2. Fue nombrado Pinomogavero en homenaje al médico italiano Giuseppe Mogavero.

## Características orbitales
Pinomogavero está situado a una distancia media del Sol de 2,916 ua, pudiendo alejarse hasta 3,098 ua y acercarse hasta 2,733 ua. Su excentricidad es 0,062 y la inclinación orbital 3,334 grados. Emplea 1819 días en completar una órbita alrededor del Sol.

## Características físicas
La magnitud absoluta de Pinomogavero es 12,5. Tiene 10,021 km de diámetro y su albedo se estima en 0,128.